# 1997 RL13
1997 RL13, também escrito como 1997 RL13, é um objeto transnetuniano (TNO) que está localizado no cinturão de Kuiper, uma região do Sistema Solar. Este corpo celeste é classificado como um cubewano. Ele possui uma magnitude absoluta (H) de 9,5 e, tem um diâmetro estimado com cerca de 55 km.

## Descoberta
1997 RL13 foi descoberto no dia 05 de setembro de 1997 pelos astrônomos B. Gladman, P. Nicholson e J. A. Burns.

## Órbita
A órbita de 1997 RL13 tem uma excentricidade de 0.000 e possui um semieixo maior de 44.516 UA. O seu periélio leva o mesmo a uma distância de 44.516 UA em relação ao Sol e seu afélio a 44.516.